# 1973年全豪オープン
1973年 全豪オープン（1973ねんぜんごうオープン、Australian Open 1973）は、オーストラリア・メルボルン市内にある「クーヨン・テニスクラブ」にて、1972年12月26日から1973年1月1日まで開催された。

## 大会の流れ
- 本年度の全豪オープンは、1972年と1973年の年末年始をまたいで行われた。決勝戦の日が年始の1月1日であったことから、1973年の年頭開催大会として扱う。
- 大会会場はメルボルン市内にある「クーヨン・テニスクラブ」の芝生コートで開催。
- 男子シングルスは「56名」の選手による6回戦制で行われた。シード選手は12名で、第1-第8シードの選手に「1回戦不戦勝」（抽選表では“Bye”と表示）があった。女子シングルスは「48名」の選手による6回戦制で行われ、シード選手12名と他の4名の選手に「1回戦不戦勝」があった。2回戦から登場した選手が初戦敗退の場合は「2回戦＝初戦」と表記する。
- 混合ダブルスは、1970年から1985年まで競技の実施が中止されていた。したがって、記事中の「決勝戦の結果」に混合ダブルスはなく、4部門のみの記載になる。

## シード選手

### 男子シングルス
1. ケン・ローズウォール　（2回戦＝初戦）
2. ジョン・ニューカム　（初優勝）
3. マルコム・アンダーソン　（2回戦＝初戦）
4. アレックス・メトレベリ　（ベスト8）
5. ジェフ・マスターズ　（3回戦）
6. ジョン・アレクサンダー　（2回戦＝初戦）
7. コリン・ディブリー　（2回戦＝初戦）
8. アラン・ストーン　（3回戦）
9. バリー・フィリップス・ムーア　（2回戦）
10. ボブ・カーマイケル　（ベスト8）
11. パトリック・プロワジー　（ベスト4）
12. オニー・パルン　（準優勝）

### 女子シングルス
1. マーガレット・スミス・コート　（優勝、2年ぶり11度目）
2. イボンヌ・グーラゴング　（準優勝）
3. バージニア・ウェード　（ベスト8）
4. ケリー・メルビル　（ベスト4）
5. パトリシア・コールマン　（2回戦＝初戦）
6. 沢松和子　（ベスト4）
7. ケリー・ハリス　（ベスト8）
8. カレン・クランツケ　（ベスト8）
9. エウゲニア・ビリウコワ　（3回戦）
10. バーバラ・ホークロフト　（3回戦）
11. マリリン・テッシュ　（3回戦）
12. ジャネット・ヤング　（2回戦＝初戦）

## 大会経過

### 男子シングルス
準々決勝
- カール・マイラー vs.  ワナロ・ゴドレラ　7-6, 6-7, 6-3, 7-6
- オニー・パルン vs.  アレックス・メトレベリ　6-4, 3-6, 6-3, 6-7, 6-3
- パトリック・プロワジー vs.  ジョン・クーパー　6-4, 3-6, 6-1, 7-6
- ジョン・ニューカム vs.  ボブ・カーマイケル　6-4, 7-6, 6-3

準決勝
- オニー・パルン vs.  カール・マイラー　2-6, 6-3, 7-5, 6-1
- ジョン・ニューカム vs.  パトリック・プロワジー　7-6, 6-4, 6-3

### 女子シングルス
準々決勝
- マーガレット・スミス・コート vs.  カレン・クランツケ　6-4, 6-3
- ケリー・メルビル vs.  ダイアン・フロムホルツ　6-1, 6-3
- 沢松和子 vs.  バージニア・ウェード　0-6, 6-1, 6-4
- イボンヌ・グーラゴング vs.  ケリー・ハリス　6-4, 6-3

準決勝
- マーガレット・スミス・コート vs.  ケリー・メルビル　6-1, 6-0
- イボンヌ・グーラゴング vs.  沢松和子　6-4, 6-3

## 決勝戦の結果
- 男子シングルス： ジョン・ニューカム vs.  オニー・パルン　6-3, 6-7, 7-5, 6-1
- 女子シングルス： マーガレット・スミス・コート vs.  イボンヌ・グーラゴング　6-4, 7-5
- 男子ダブルス： ジョン・ニューカム＆ マルコム・アンダーソン vs.  ジョン・アレクサンダー＆ フィル・デント　6-3, 6-4, 7-6
- 女子ダブルス： マーガレット・スミス・コート＆ バージニア・ウェード vs.  ケリー・メルビル＆ ケリー・ハリス　6-4, 6-4

## みどころ
- 女子シングルス優勝者のマーガレット・スミス・コート夫人は、大会最多優勝記録となる「11勝」を達成した。男子シングルス準優勝者のオニー・パルンは、ニュージーランドのテニス選手として1906年・1909年（全豪選手権第2回・第4回大会）のアンソニー・ワイルディング以来となる優勝のチャンスを逃した。
- この大会で、沢松和子が日本人女性として史上初の全豪オープン女子4強に進出した。（男子シングルスでは、1932年に佐藤次郎が準決勝まで進出している。）沢松は準決勝で、アボリジニ出身のイボンヌ・グーラゴングに敗れた。